# Locul fosilifer de la Vama Strunga
Locul fosilifer de la Vama Strunga (monument al naturii) este o arie protejată de interes național ce corespunde categoriei a III-a IUCN (rezervație naturală de tip paleontologic) situată în partea sudică a județului Brașov, pe teritoriul administrativ al comunei Moieciu și cea nordică a județului Dâmbovița, pe teritoriul administrativ al comunei Moroeni.

## Localizare
Aria protejată se află partea sud-vestică a Munților Bucegi (în versantul stâng al culmii Șeaua Strunga în imediata apropiere a Pasului Vama Strunga), în extremitatea sudică a județului Brașov, acoperind limita graniței teritoriale cu județul Dâmbovița, 

## Descriere
Rezervația naturală cu o suprafață totală de 10 ha, a fost declarată arie protejată prin Legea Nr.5 din 6 martie 2000, publicată în Monitorul Oficial al României, Nr.152 din 12 aprilie 2000 (privind aprobarea Planului de amenajare a teritoriului național - Secțiunea a III-a - zone protejate) și este inclusă în Parcul Natural Bucegi. 
Aria naturală reprezintă o zonă în versantul stâng al culmii Șeaua Strunga, unde, în mai multe nivele litologice (strate cu conglomerate de calcare oolitice și nisipoase, gresii calcaroase și marnă) se află importante depozite de faună fosiliferă (constituită în cea mai mare parte din amoniți - moluște cefalopode cu cochilii spiralate compartimentate) datată în jurasicul mediu.